# أفنان البنا
أفنان البنا هي صحفية مصرية، من مواليد مدينة المنصورة في مصر عام 1985، 24 يونيو. عملت سابقاً رئيسة تحرير مجلة أسرار السعودية. أما الآن فهي المستشار الإعلامي الرسمي للسفارة الصينية بالرياض. وحصلت على شهادة من البورد الأوروبي الأمريكي كمستشار اعلامي معتمد.

## العمل
بدأت أفنان البنا حياتها في عالم الصحافة بعد تخرجها من كلية الآداب قسم صحافة وإعلام، حيث قدمت في مجلة روتانا وتم قبولها، وتولت بعد شهر واحد من انضمامها لفريق العمل منصب مسئولة قسم الفن، واستمرت على رأس العمل أربع سنوات كاملة.
عملت بعد ذلك في مجلة سيدتي لمدة ثلاثة أشهر. ثم تم ترشيحها لتصبح رئيس تحرير مجلة أسرار، وبالفعل حصلت على المنصب لتكون أول امراة غير سعودية تتولى رئاسة تحرير مجلة سعودية، واستمرت على رأس العمل لمدة 7 سنوات، ثم تولت منصب مستشار اعلامي في السفارة الصينية بالرياض منذ 8 سنوات ومازالت على رأس العمل حتى الآن. كما لها نشاطات مختلفة على السوشيال ميديا.